# Henry Scrymgeour-Wedderburn (11e comte de Dundee)
Pour les articles homonymes, voir Wedderburn (homonymie).
Henry James Scrymgeour-Wedderburn, 11e comte de Dundee (3 mai 1902 - 29 juin 1983), est un noble écossais, et un homme politique britannique.

## Jeunesse et éducation
Il est le fils aîné du colonel Henry Scrymgeour-Wedderburn, 10e comte de Dundee de jure, et Edith, fille de John Moffat. Il fait ses études au Winchester College et au Balliol College d'Oxford, où il est président de l'Oxford Union en octobre 1924. Il est diplômé d'une maîtrise ès arts en 1926.

## Carrière politique
Ayant quitté Oxford, il rejoint l'armée et atteint le grade de capitaine dans le 7e bataillon The Black Watch (Royal Highland Regiment). Il est élu député unioniste du West Renfrewshire de 1931 à 1945. Il est nommé PPS d'Eden pendant deux ans avant de rejoindre le ministère de l'Agriculture. En 1935, il est PPS du secrétaire d'État à l'Écosse avant d'être promu sous-secrétaire d'État à l'Écosse jusqu'au début de la guerre. Il sert pendant la Seconde Guerre mondiale en tant qu'officier avec le 7e bataillon, The Black Watch de 1939 à 1941, partant avec le grade de capitaine.
Il est blessé et revient à la politique londonienne. Il est brièvement sous-secrétaire d'État adjoint à l'Écosse de 1941 à 1942. Il est choisi comme membre de la délégation parlementaire en Chine au moment où les soldats japonais prennent d'assaut Singapour. Les délégués promettent d'offrir le soutien militaire chinois dans une alliance plus large pour lutter contre l'occupation de la Mandchourie.
Le 31 juillet 1952, la revendication de la famille Scrymgeour au titre de Dudhope et Scymgeour dans la pairie écossaise est acceptée par le Lords Committee for Privileges; et le 18 mai 1953, sa revendication du comté de Dundee et de titre de Lord Innerkeithing est confirmée. Le 30 juillet 1954, il est créé baron Glassary, de Glassary dans le comté d'Argyll, dans la pairie du Royaume-Uni, lui donnant un siège automatique à la Chambre des Lords.
Macmillan le nomme ministre de 1958 à 1961 et numéro deux au ministère des Affaires étrangères en tant que ministre d'État aux Affaires étrangères de 1961 à 1964. Simultanément, il est assistant du chef adjoint de la Chambre des lords de 1960 à 1962 et chef adjoint de la chambre des lords de 1962 à 1964. En 1959, il est nommé conseiller privé.
Lord Dundee est également le porte-étendard royal héréditaire d'Écosse, un droit établi par son père devant la Court of Claims en 1902. Il est décoré du prix de l' Ordre de l'étoile brillante de Chine (avec cravate spéciale). Il reçoit un LLD honorifique de l'Université de St Andrews en 1954 .

## Famille
Il épouse sa belle-sœur Patricia Katherine Montagu Douglas Scott, petite-fille de William Henry Walter Montagu Douglas Scott, 6e duc de Buccleuch le 30 octobre 1946. Elle était auparavant mariée à son frère. Elle est en fait la veuve non pas d'un mais de deux soldats, tous deux tués au combat: le lieutenant-colonel Walter Douglas Faulkner des Irish Guards (mort en mai 1940), et le frère cadet de Lord Dundee, David Scrymgeour-Wedderburn, DSO des Scots Guards (1912-1944), avec lequel elle a deux enfants.
Lord et Lady Dundee ont un enfant ensemble: 
- Alexander Scrymgeour (12e comte de Dundee) (né le 5 juin 1949).

Lady Dundee est décédée le 3 décembre 2012 à l'âge de 102 ans.
Sa fille Elizabeth épouse John Roper-Curzon, 20e baron de Teynham.